# Gniazdo (elektronika)
Gniazdo – mechaniczny interfejs służący do łączenia urządzeń, najczęściej za pomocą przewodów. Wyróżnia się gniazda męskie (ze stykami w postaci bolców lub pinów) jak i gniazda żeńskie (ze stykami wewnątrz otworów) lub mieszane (kombinacja bolców/pinów i otworów). 
Gniazdo jest częścią interfejsu (odmienną od wtyczki), która znajduje się w urządzeniu, w ścianie lub na przewodzie. Gniazdo jest zatem przeważnie elementem stabilnym (wyjątkiem są przedłużacze elektryczne i elektroniczne), a wtyczka to element ruchomy. 
Według innej nomenklatury gniazdo jest synonimem złącza żeńskiego, bez względu na miejsce i sposób montażu. Tym samym gniazdo może być zamontowane na kablu lub w dowolnej obudowie. Zgodnie z takim nazewnictwem, o tym czy dana część złącza jest gniazdem, czy wtykiem decyduje wyłącznie kształt styków – jeśli złącze ma elementy stykowe w postaci bolców lub pinów to jest wtykiem (wtyczką), a jeśli w postaci otworów, to jest gniazdem.